# Las Chacas, Tempoal
Las Chacas är en ort i Mexiko.   Den ligger i kommunen Tempoal och delstaten Veracruz, i den sydöstra delen av landet, 250 km norr om huvudstaden Mexico City. Las Chacas ligger 100 meter över havet och antalet invånare är 164.
Terrängen runt Las Chacas är platt. Runt Las Chacas är det ganska tätbefolkat, med 58 invånare per kvadratkilometer. Närmaste större samhälle är Tempoal de Sánchez, 12,4 km väster om Las Chacas. Omgivningarna runt Las Chacas är en mosaik av jordbruksmark och naturlig växtlighet.